# Hanf (Art)
Gewöhnlicher Hanf oder Echter Hanf (Cannabis sativa), früher auch indischer Hanf genannt, ist eine Pflanzenart aus der Gattung Hanf (Cannabis), innerhalb der Familie der Hanfgewächse (Cannabaceae).

## Beschreibung

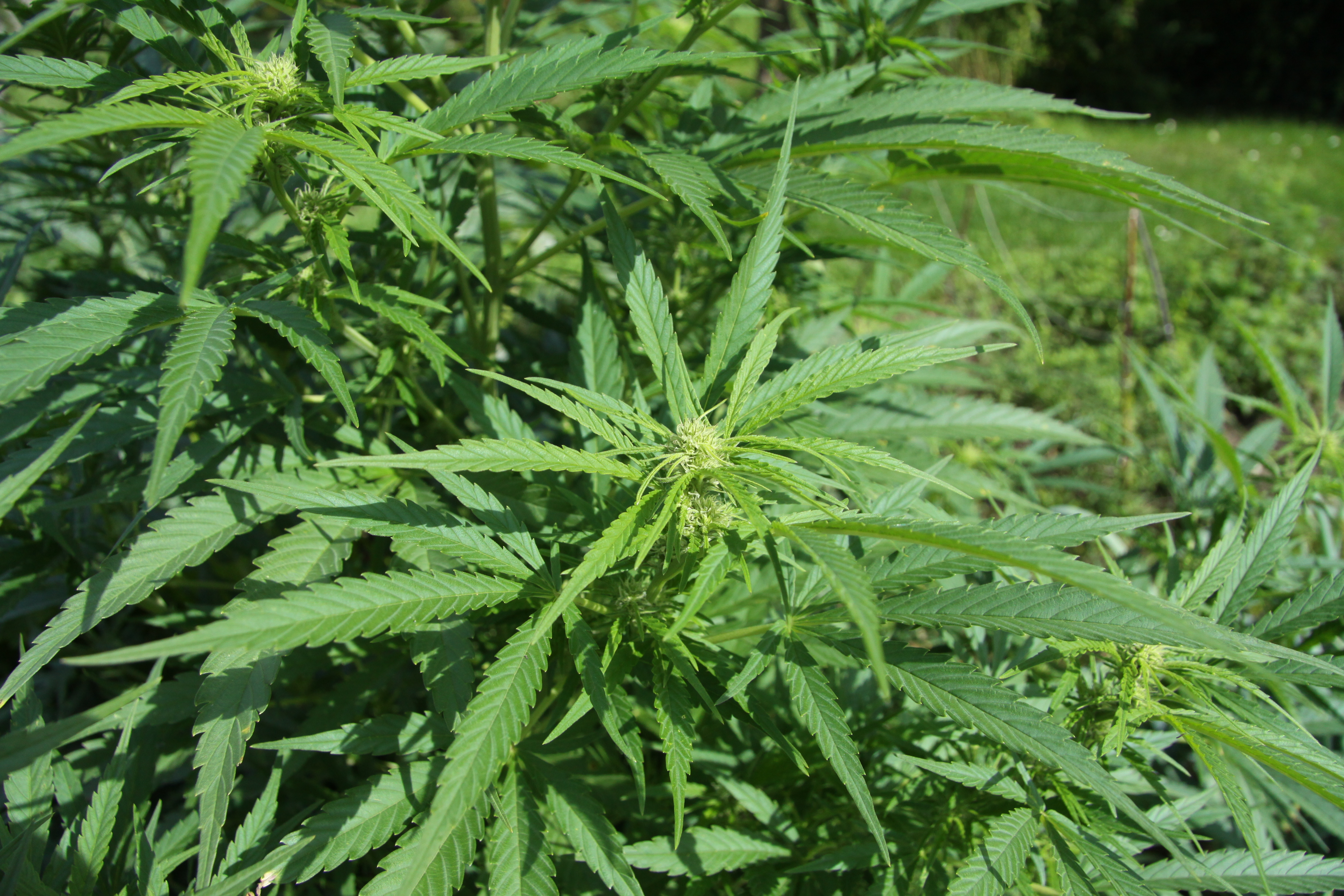
Habitus und Laubblätter

Gestieltes, handförmig zusammengesetztes Laubblatt

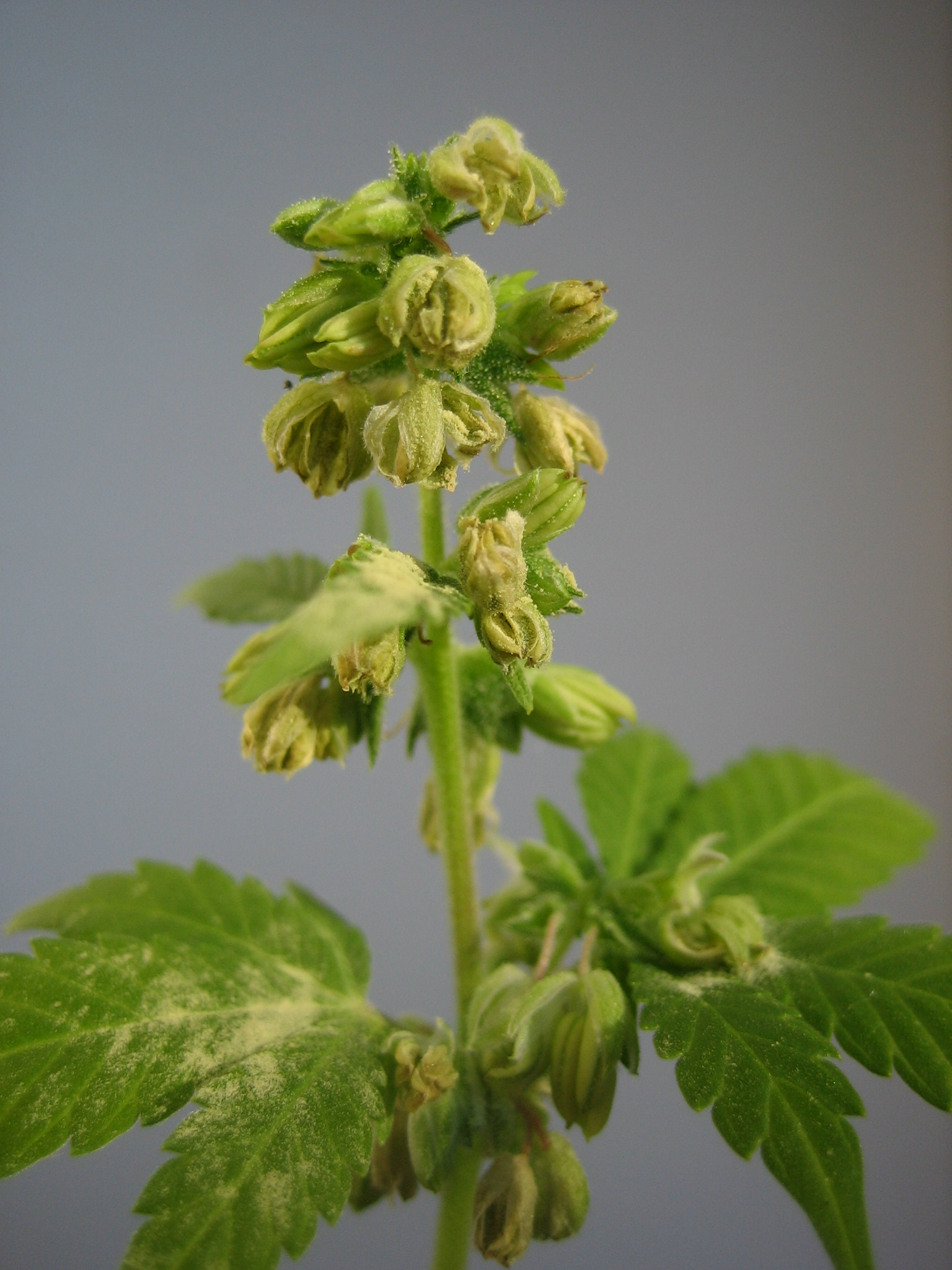
Männliche Blüten

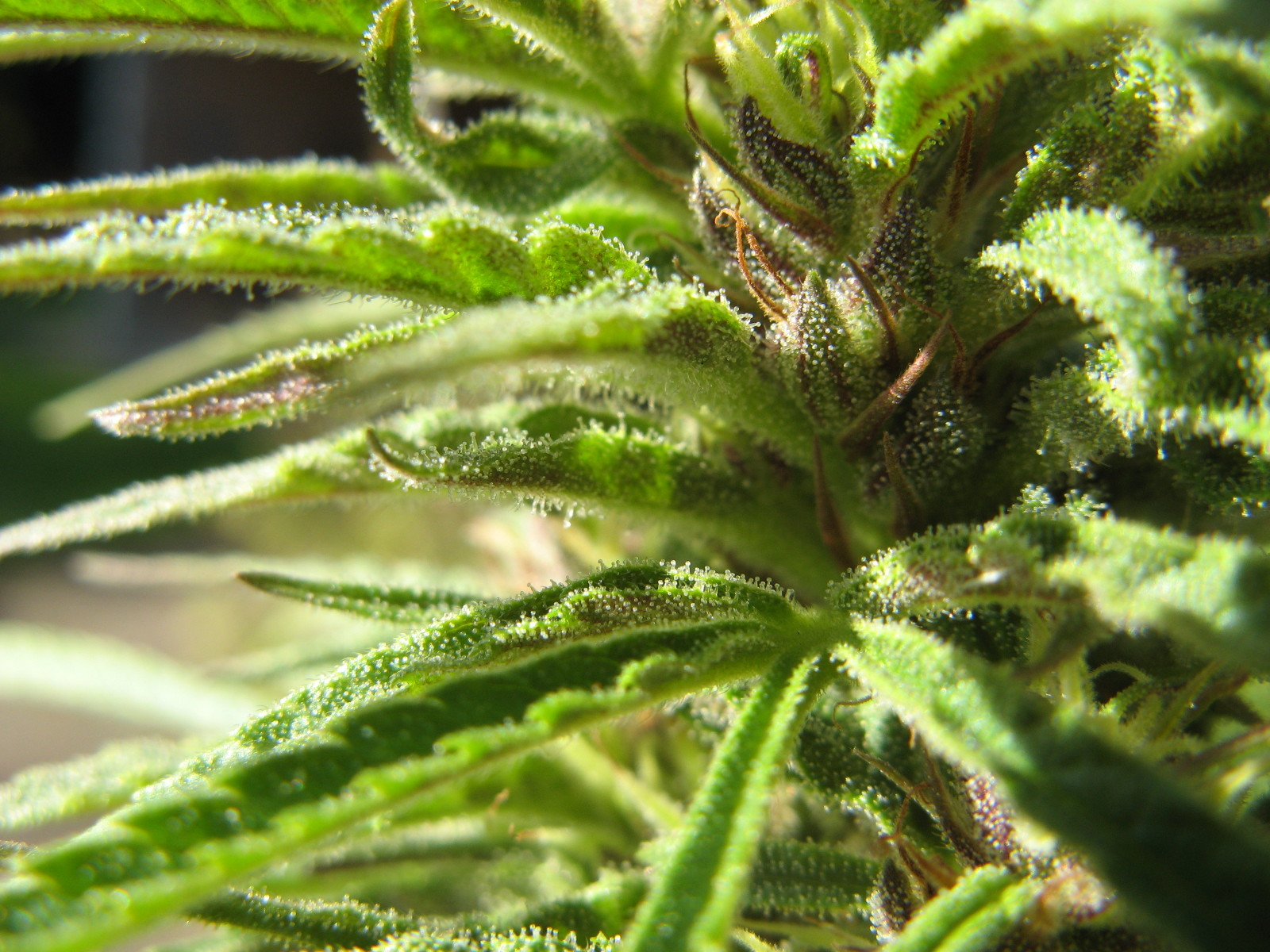
Weibliche Blüten

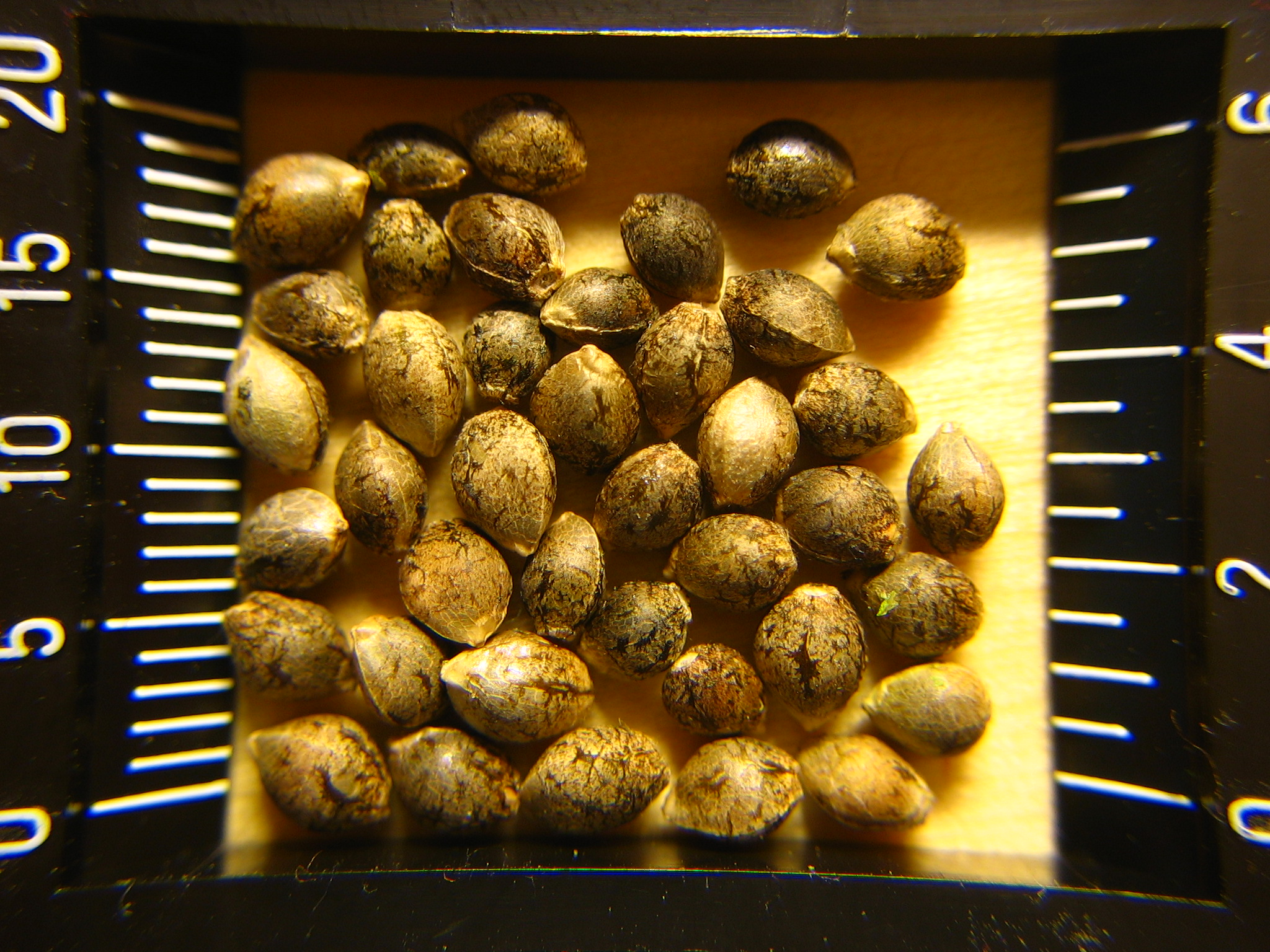
Samen

### Vegetative Merkmale
Der Hanf ist eine meistens diözische einjährige, krautige Pflanze. Die Pflanzen erreichen in der Natur maximal vier Meter Höhe, manche Sorten können aber auch über sechs Meter hoch wachsen. Es gibt größere, aber weniger robuste männliche und weibliche Pflanzen. Es handelt sich um eine monokarpe Pflanze mit einer Vegetationsdauer von 90 bis 105 Tagen. Dies bedeutet, dass die Pflanze nach der Blütezeit abstirbt.
Die Hanfpflanze besitzt eine gut entwickelte Pfahlwurzel mit zahlreichen Seitenwurzeln. Die Hauptwurzel kann, abhängig von der Bodenbeschaffenheit, eine Länge von bis zu zweieinhalb Meter erreichen, die Nebenwurzeln werden maximal 60 bis 80 Zentimeter lang. Dabei entwickelt sie sich vor allem in lockerem Mineralboden zu größerer Durchwurzelungstiefe und -dichte, während sie sich in festerem Boden deutlich weniger stark entwickelt und vor allem im oberen Bereich die größte Wurzeldichte und -masse ausbildet. Weitere Einflüsse auf die Wurzeltiefe stellen der Grundwasserspiegel, die Bewuchsdichte und andere Kultivierungsparameter sowie die Hanfrasse dar. Zudem bilden männliche Pflanzen aufgrund der kürzeren Vegetationsphase eine weniger starke Bewurzelung aus als weibliche Pflanzen. Insgesamt stellt die Wurzelmasse bei Faserhanfsorten etwa acht bis neun Prozent der Gesamtmasse der Pflanze dar.
Die kantigen, gerieften und haarigen Stängel stehen meist einzeln und aufrecht, im Bereich des Blütenstandes sind sie verzweigt. Die Seitentriebe sind dicht filzig behaart.
Die wechsel- oder gegenständig angeordneten Laubblätter sind in Blattstiel und -spreite gegliedert. Der Blattstiel ist 2 bis 7 Zentimeter, manchmal aber auch über 15 Zentimeter lang. Die Blattspreite ist handförmig zusammengesetzt (palmat). Die einzelnen, sitzenden Blättchen sind lanzettlich bis lineallanzettlich und 7 bis 15 (selten 3 bis 15) Zentimeter lang und einen halben bis anderthalb (selten 0,2 bis 2) Zentimeter breit und zugespitzt, der Rand ist grob gesägt. Die Blattunterseite ist hellgrün, die -oberseite dunkelgrün und die Blätter sind beidseitig behaart sowie unterseits mit klebrigen Drüsen versehen. Die Nebenblätter sind linealisch.

### Generative Merkmale
Blütezeit ist hauptsächlich von Juni bis September. Die männlichen, rispigen Blütenstände sind rund 25 Zentimeter lang. Die an einem zwei bis vier Millimeter langen Blütenstiel hängenden, nickenden Blüten sind gelblich grün. Die bootförmigen und eiförmigen bis lanzettlichen Kelchblätter sind zweieinhalb bis vier Millimeter lang, häutig und behaart. Die Kronblätter fehlen. Die Staubfäden sind zwischen einem halben bis einen Millimeter lang, die großen Staubbeutel sind länglich-rund.
Die weiblichen, scheinährigen Blütenstände sind blattachselbürtig und stehen dicht beieinander zwischen den blattartigen, gelben Tragblättern und Vorblättern. Die Blüten sind sitzend und von grüner Farbe, der kleine, dünne Kelch liegt eng um den elliptischen Fruchtknoten. Die Blüten sind dicht von einem spathaförmigen, drüsigen und behaarten Deckblatt eingehüllt. Der einkammerige und oberständige Fruchtknoten hat zwei lange, fädige und haarige Narbenäste. Die Kronblätter fehlen.
Die Reifezeit der Früchte fällt in den Juli. Die Frucht ist eine bräunliche, glatte, feinnervig, ellipsoide und teils abgeflachte Achäne mit krustiger Schale und sie erreicht Längen von zwei bis fünf Millimeter.
Die Chromosomenzahl beträgt 2n = 20, 40 oder 80.

## Ökologie
Bei Cannabis sativa handelt es sich um einen Therophyten.

## Systematik
Die Erstveröffentlichung von Cannabis sativa erfolgte durch Carl von Linné. Ob der Indische Hanf (Cannabis indica) eine eigene Art oder eine Unterart von Cannabis sativa ist, ist umstritten. Dies gilt auch für Cannabis ruderalis.
Innerhalb der Art Cannabis sativa L. unterscheiden manche Autoren zwei Varietäten:
- Kultur-Hanf (Cannabis sativa L. var. sativa)
- Wild-Hanf (Cannabis sativa var. spontanea Vav.)

## Verwendung
Hanf gilt als eine der ältesten Nutzpflanzen der Welt, seine Geschichte reicht bis zu 8000 Jahre zurück. Alle Pflanzenteile sind zur Herstellung von Lebensmitteln geeignet.
Die Hanffaser wird verwendet zur Herstellung von Seilen, Textilien und Spezialpapier, aber auch von zahlreichen anderen Produkten wie Dämmstoffe oder Naturfaser-Verbundwerkstoffe. Als Nebenprodukt der Produktion entstehen Schäben. Die Samen finden Verwendung als Lebens- und Futtermittel; die aus ihnen gewonnenen Öle werden ebenfalls als Lebensmittel, aber auch als Kosmetika sowie als medizinische oder technische Öle verwendet (Hanföl, Ätherisches Hanföl).
Cannabis sativa wird ebenso wie die andere Sorte Cannabis indica als Rauschmittel verwendet. Es wird auch als Medikament verordnet.

## Trivialnamen
Für den Hanf (Cannabis sativa L., in alten Texten auch lateinisch Canapus) bestehen bzw. bestanden, zum Teil auch nur regional, weitere deutschsprachige Trivialnamen. Die Benennung unterscheidet dabei häufig zwischen weiblichen und männlichen Pflanzen. Für die weiblichen Pflanzen bestehen die Namen: Hahn (Altmark), die Hänfin, Hanfhahn (Mark Brandenburg), Honef (Siebenbürgen), Mäsch, Mesch (Schweiz), Saatbogen (Schwarzwald), Saathemp (Unterweser), Sehmer (Siebenbürgen) und Tregel (Graubünden).
Männliche Pflanzen wurden und werden als Bästling, Bösling (Österreich), Bast (St. Gallen bei Werdenberg), Feimlen (Württemberg), Femmel (Württemberg, Siebenbürgen), Fimme, Fimmel (Schweiz), Geilhemp, Geilsjehemp, Güstehemp (Ostfriesland), Hämpinne, Hanfhenne (Mark Brandenburg), gelje Hemp (gelje im Sinne von gelb, fröhripe Hemp, niederdeutsch), Henne (Mark Brandenburg), Maschgelt (St. Gallen bei Werdenberg), Pastök (Salzburg), Semmelhanf (Rheinpfalz), Trigel (St. Gallen im Rheintal) bezeichnet.
Darüber hinaus bestehen bzw. bestanden vom Geschlecht der Pflanze unabhängige Trivialnamen, so Hämp (Altmark), Hanaf (althochdeutsch), Hanel (Österreich, Pressburg), Hanif (mittelhochdeutsch), Hannarpe, Hanof, Hanuf (althochdeutsch), Harf (Tirol im Etschland), Hauf (Schweiz), Hemp (Mecklenburg, Hannover, niederdeutsch), Henef (mittelhochdeutsch), Hennig (Münsterland, Pommern) und Werch (Bern).

## Nachweise
- Zhengyi Wu, Zhe-Kun Zhou, Bruce Bartholomew: Cannabaceae: Cannabis sativa, S. 75 – textgleich online wie gedrucktes Werk, in: Wu Zhengyi, Peter H. Raven, Deyuan Hong (Hrsg.): Flora of China. Volume 5: Ulmaceae through Basellaceae, Science Press und Missouri Botanical Garden Press, Beijing und St. Louis 2003, ISBN 1-930723-27-X.